# Oreodera cocoensis
Oreodera cocoensis är en skalbaggsart som först beskrevs av Linsley och Chemsak 1966.  Oreodera cocoensis ingår i släktet Oreodera och familjen långhorningar. Inga underarter finns listade i Catalogue of Life.